# Сквоміш-Лілует
Регіональний округ Сквоміш-Лілует (англ. Squamish-Lillooet) — регіональний округ в Канаді, у провінції Британська Колумбія.

## Населення
За даними перепису 2016 року, регіональний округ нараховував 42665 жителів, показавши зростання на 11,8%, порівняно з 2011-м роком. Середня густина населення становила 2,6 осіб/км².
З офіційних мов обидвома одночасно володіли 5 260 жителів, тільки англійською — 37 030, тільки французькою — 25, а 255 — жодною з них. Усього 5,260 осіб вважали рідною мовою не одну з офіційних, з них 290 — одну з корінних мов, а 35 — українську.
Працездатне населення становило 75,7% усього населення, рівень безробіття — 6,1% (6,6% серед чоловіків та 5,5% серед жінок). 83,2% були найманими працівниками, 16% — самозайнятими.
Середній дохід на особу становив $48 006 (медіана $35 599), при цьому для чоловіків — $55 411, а для жінок $40 045 (медіани — $41 419 та $30 718 відповідно).
28% мешканців мали закінчену шкільну освіту, не мали закінченої шкільної освіти — 11,5%, 60,5% мали післяшкільну освіту, з яких 44,3% мали диплом бакалавра, або вищий, 260 осіб мали вчений ступінь.
| Статево-вікова структура населення | Статево-вікова структура населення | Статево-вікова структура населення | Статево-вікова структура населення | Статево-вікова структура населення |
| ---------------------------------- | ---------------------------------- | ---------------------------------- | ---------------------------------- | ---------------------------------- |
|                                    |                                    |                                    |                                    |                                    |
| Всього                             | Всього                             | 51,7%48,3%                         |                                    |                                    |
| 0 — 14 років                       | 0 — 14 років                       |                                    | 17,3%                              | 17,3%                              |
| 15 — 64 років                      | 15 — 64 років                      |                                    | 72,1%                              | 72,1%                              |
| 65 і більше                        | 65 і більше                        |                                    | 10,6%                              | 10,6%                              |
| 85 і більше                        | 85 і більше                        |                                    | 0,9%                               | 0,9%                               |
| 100 і більше                       | 100 і більше                       |                                    | 0%                                 | 0%                                 |
| Середній вік (років)               | Середній вік (років)               | 37,737,9                           | 37,8                               | 37,8                               |
| Медіана (років)                    | Медіана (років)                    | 37,437,5                           | 37,5                               | 37,5                               |
| — чоловіки — жінки                 |                                    |                                    |                                    |                                    |

| Походження мешканців:     | Походження мешканців:     | Походження мешканців: | Походження мешканців: | Походження мешканців: |
| ------------------------- | ------------------------- | --------------------- | --------------------- | --------------------- |
| Походження                |                           |                       | осіб                  | %                     |
| Корінні американці        | Корінні американці        |                       | 5 465                 | 13.14%                |
| Інше північноамериканське | Інше північноамериканське |                       | 10 495                | 25.24%                |
| Європейське               | Європейське               |                       | 30 615                | 73.63%                |
| британське                | британське                |                       | 22 430                | 53.94%                |
| французьке                | французьке                |                       | 4 390                 | 10.56%                |
| українське                | українське                |                       | 1 840                 | 4.43%                 |
| Карибське                 | Карибське                 |                       | 160                   | 0.38%                 |
| Латинськоамериканське     | Латинськоамериканське     |                       | 505                   | 1.21%                 |
| Африканське               | Африканське               |                       | 370                   | 0.89%                 |
| Азійське                  | Азійське                  |                       | 4 430                 | 10.65%                |
| Океанійське               | Океанійське               |                       | 1 080                 | 2.6%                  |

| Зайнятість населення за галузями (за класифікацією NOC): | Зайнятість населення за галузями (за класифікацією NOC): | Зайнятість населення за галузями (за класифікацією NOC): | Зайнятість населення за галузями (за класифікацією NOC): | Зайнятість населення за галузями (за класифікацією NOC): |
| -------------------------------------------------------- | -------------------------------------------------------- | -------------------------------------------------------- | -------------------------------------------------------- | -------------------------------------------------------- |
|                                                          |                                                          |                                                          |                                                          |                                                          |
| Управління                                               | Управління                                               |                                                          | 13,8%                                                    | 13,8%                                                    |
| Бізнес, фінанси та адміністрування                       | Бізнес, фінанси та адміністрування                       |                                                          | 11,6%                                                    | 11,6%                                                    |
| Природничі та прикладні науки                            | Природничі та прикладні науки                            |                                                          | 5,8%                                                     | 5,8%                                                     |
| Охорона здоров'я                                         | Охорона здоров'я                                         |                                                          | 5,9%                                                     | 5,9%                                                     |
| Освіта, правозахист, муніципальні та урядові служби      | Освіта, правозахист, муніципальні та урядові служби      |                                                          | 8,8%                                                     | 8,8%                                                     |
| Мистецтво, культура, відпочинок та спорт                 | Мистецтво, культура, відпочинок та спорт                 |                                                          | 5,5%                                                     | 5,5%                                                     |
| Роздрібна торгівля та послуги                            | Роздрібна торгівля та послуги                            |                                                          | 27,9%                                                    | 27,9%                                                    |
| Гуртова торгівля, транспорт та обладнання                | Гуртова торгівля, транспорт та обладнання                |                                                          | 16,1%                                                    | 16,1%                                                    |
| Природні ресурси, сільське господарство                  | Природні ресурси, сільське господарство                  |                                                          | 3,2%                                                     | 3,2%                                                     |
| Виробництво                                              | Виробництво                                              |                                                          | 1,4%                                                     | 1,4%                                                     |

## Населені пункти
До складу регіонального округу входять муніципалітети Лілует, Вістлер, Сквоміш, село Пембертон, індіанські резервації Чеакамус, Мак-Картніс-Флет 4, Павіліон 1, Фаунтейн 1B, Фаунтейн 12, Фаунтейн 11, Фаунтейн 10, Файнтейн-Крік 8, Пашилка 2, Чілгіл 6, Мішн 5, Товінок 2, Ковтейн 17, Сіішем 16, Сетон-Лейк 5, Каюш-Крік 1, Вайвакум 14, Лілует 1, Нікейт 6, Брідж-Рівер 1, Несікеп 6, Несуч 3, Слош 1, а також хутори, інші малі населені пункти та розосереджені поселення.

## Клімат
Середня річна температура становить 6,6°C, середня максимальна – 20,8°C, а середня мінімальна – -11,2°C. Середня річна кількість опадів – 954 мм.
| Клімат поселення                              | Клімат поселення | Клімат поселення | Клімат поселення | Клімат поселення | Клімат поселення | Клімат поселення | Клімат поселення | Клімат поселення | Клімат поселення | Клімат поселення | Клімат поселення | Клімат поселення | Клімат поселення |
| Показник                                      | Січ.             | Лют.             | Бер.             | Квіт.            | Трав.            | Черв.            | Лип.             | Серп.            | Вер.             | Жовт.            | Лист.            | Груд.            |                  |
| Середній максимум, °C                         | 1,86             | 5,08             | 8,95             | 13,21            | 17,23            | 20,75            | 20,44            | 20,58            | 16,34            | 10,52            | 4,09             | −0,67            |                  |
| Середня температура, °C                       | −4,66            | −1,44            | 2,44             | 6,69             | 10,71            | 14,24            | 17,02            | 17,16            | 12,91            | 7,09             | 0,66             | −4,08            |                  |
| Середній мінімум, °C                          | −11,18           | −7,96            | −4,09            | 0,16             | 4,19             | 7,71             | 13,59            | 13,72            | 9,48             | 3,67             | −2,78            | −7,51            |                  |
| Норма опадів, мм                              | 130              | 83               | 69               | 48               | 44               | 45               | 37               | 38               | 53               | 125              | 144              | 138              |                  |
| Середньомісячна швидкість вітру, м/с          | 1.64             | 1.71             | 2.00             | 2.16             | 2.10             | 2.11             | 2.00             | 1.76             | 1.58             | 1.64             | 1.75             | 1.60             |                  |
| Середньомісячна сонячна радіація, кДж/м²·день | 2922             | 5901             | 10093            | 15091            | 18823            | 20258            | 21251            | 18207            | 12741            | 6921             | 3332             | 2281             |                  |
| --------------------------------------------- | ---------------- | ---------------- | ---------------- | ---------------- | ---------------- | ---------------- | ---------------- | ---------------- | ---------------- | ---------------- | ---------------- | ---------------- | ---------------- |
| Джерело:                                      |                  |                  |                  |                  |                  |                  |                  |                  |                  |                  |                  |                  |                  |